# Boeing 727
Boeing 727 je tromotorni uskotrupni zrakoplov srednjeg doleta. Vanjski promjer trupa od 3,76 m omogućuje smještaj šest sjedišta u jednom redu, tri sa svake strane središnjeg prolaza.
Prvi let B727 bio je 1963. godine a više od deset godina bio je najproizvođeniji putnički zrakoplov na svijetu s ukupno isporučenih 1.831 komada. Ovaj rekord premašuje ranih 1990-ih Boeing 737. U studenom 2007. u upotrebi su se nalazili još 76 Boeinga 727-100 i 356 Boeinga 727-200.

## Povijesni razvoj
Dizajn B-727 je rezultat zahtjeva između United Airlines, American Airlines i Eastern Airliners zračnih prijevoznika. Tražila se je konfiguracija aviona za promet između manjih gradova čije zračne luke u pravilu imaju manje uzletno sletne staze i preko kojih prolazi manji broj putnika. United Airlines je zahtijevao četveromotorni avion koji bi trebao pokriti letove na zračne luke koje se nalaze na većim nadmorskim visinama (ciljano na zračno čvorište u Denveru, Colorado. American Airlines koji je u svojoj floti imao četveromotorni B-707, tražio je avion s dva motora. Estern Air Liners-u je bio potreban avion s tri motora za njegove prekomorske letove prema Karibima (tadašnji propisi dozvoljavali su let dvomotornim avionima unutar 60 minuta do najbliže zračne luke). Dogovorom između ove tri kompanije nastao je tromotorni B727. Treći motor smješten je na gornjem zadnjem dijelu trupa Usisni dio zraka smješten je na prednjem dijelu vertikalnog stabilizatora te se zrak preko "S" oblikovanog uvodnika dovodi do ulaza u motor. S ugrađenim sklopovima za povećanje uzgona (predkrilca, zakrilca) B-727 je jedan od prvih mlaznih aviona koji je mogao slijetati i uzlijetati s relativno kratkih uzletno sletnih staza. Ugrađena mehanizacija krila učinila je zrakoplov izuzetno stabilnim na malim brzinama. Kasniji modeli B727 su produženi što je omogućilo ugradnju više sjedišta. Nakon toga B727 je u potpunosti zamijenio B-707 i DC-8 na domaćim, kraćm letovima.
Nekoliko kompanija i danas lete s B-727, iako su propisi o prekomorskim letovima promijenjeni a moderni dvomotorni avioni puno efikasniji radi manje potrošnje goriva i jeftinijeg održavanja. B-727 je također i jedan od posljednjih aviona koji danas leti s trećim članom posade u pilotskoj kabini (na modernim zrakoplovima je inženjer leta zamijenjen računalnim sustavom). Uglavnom su to manje kompanije u razvoju, cargo kompanije i privatni prijevoz tereta.
Suočeni s velikom potrošnjom (i cijenom) goriva, relativno malim kapacitetom putnika, sve većim zahtjevima za smanjenje buke na zračnim lukama kao i dodatnim troškovima radi trećeg člana posade, većina većih avioprevoznika je B-727 izbacilo iz svoje flote (Delta Air Lines, prizemljila je svoj posljednji B-727 2003. godine).

## Inačice
Postoje dvije inačice aviona. B727-100 dizajnirana 1960. s ulaskom u redovni promet 1964. godine, i B727-200 prikazana 1965. s ulaskom u redovni promet u prosincu 1967.

### B727-100
Prvi proizvodni model s maksimalnom težinom uzlijetanja (MTOW) od 76.818 kg.

#### 727-100C
Inačica koja se vađenjem sjedišta "pretvara" u cargo zrakoplov.

#### 727-100QC
Isti zrakoplov kao i -100C, ali s bržim "pretvaranjem" u cargo zrakoplov.

### B727-200
Izdužena inačica B-727-100. Trup zrakoplova ispred (3m) i iza krila (3m) je produžen dok su sama krila ostala iste veličine. Promijenjen je i oblik uvodnika zraka koji je na ovoj inačici okrugli (na -100 bio je ovalni). Maksimalna težina uzlijetanja narasla je na 95.227 kg.

#### Advanced 727-200
Uz neka poboljšanja kabine povećan je i MTOW zrakoplova.

#### Advanced 727-200F
Cargo inačica.

#### Super 27
Na inačici su ugrađena dva bočna motora J8D-217, a na centralni motor ugrađen je sustav za smanjivanje buke. Zrakoplovu s novim motorima povećana je brzina za 50 mph.

## Usporedba
| Usporedba                     | 727-100            | 727-200            |
| ----------------------------- | ------------------ | ------------------ |
| Maksimalni broj sjedišta      | 149                | 189                |
| Posada pilotske kabine        | Tri                | Tri                |
| Dužina                        | 40,6 m             | 46,7 m             |
| Razmah krila                  | 32,9 m             | 32,9 m             |
| Visina                        | 10,3 m             | 10,3 m             |
| Težina bez goriva             | 45.360 kg          | 45.360 kg          |
| Maksimalna težina uzlijetanja | 76.818 kg          | 95.227 kg          |
| Maksimalna težina slijetanja  | 62.400 kg          | 73.100 kg          |
| Dužina uzlijetanja            | 1.768 m            | 1.768 m            |
| Dužina slijetanja             | 1.463 m            | 1.585 m            |
| Brzina krstarenja             | .81 Macha          | .81 Macha          |
| Maksimalna brzina             | .90 Macha          | .90 Macha          |
| Dolet punog zrakoplova        | 5000 km            | 4.450 km           |
| Maksimalna količina goriva    | 31.000 l)          | 37.020 l)          |
| Motori (3x)                   | P&W JT8D-7, -17R&S | P&W JT8D-7, -17R&S |

## Vanjske poveznice
- boeing.com/commercial/727family/
- 727 Prototype Historic Photos and Data
- 727 Datacenter - Brazilian site   Arhivirana inačica izvorne stranice od 23. ožujka 2009. (Wayback Machine)
- boeing-727.com/